# Takayus wangi
Takayus wangi is een spinnensoort in de taxonomische indeling van de kogelspinnen (Theridiidae).
Het dier behoort tot het geslacht Takayus. De wetenschappelijke naam van de soort werd voor het eerst geldig gepubliceerd in 1998 door Chuandian Zhu.